# Еллен Бонтьє
Еллен Бонтьє (нід. Ellen Bontje, 11 червня 1958) — нідерландська вершниця.
Срібна призерка Олімпійських Ігор 1992 (командна виїздка), 2000 (командна виїздка) років, учасниця 1988 року.
Срібна призерка Чемпіонату Європи з виїздки 1995 (командна виїздка), 1997 (командна виїздка), 1999 (командна виїздка), 2001 (командна виїздка) років, бронзова призерка 1991 року в командній виїздці.
Срібна призерка Всесвітніх ігор з кінного спорту 1994, 1998 років у командній виїздці.